# Cratere Williams (Luna)
Williams è un cratere lunare di 36,36 km situato nella parte nord-orientale della faccia visibile della Luna.
Il cratere è dedicato all'astronomo britannico Arthur Stanley Williams.